# Carolina Leite
Carolina Leite (Jundiaí, 15 de novembro de 1992) é uma voleibolista brasileira, que atua na posição de levantadora com 1,78 cm de altura. Atuando pela Seleção Brasileira, conquistou a medalha de prata na edição dos Jogos Pan-Americanos de 2023 em Santiago.